# ألبرت كروشيل
ألبرت كروشيل (بالإنجليزية: Albert Kruschel) كان دراج أمريكي. سبق أن شارك في دورة الألعاب الأولمبية الصيفية وفاز بميدالية أولمبية.

## الميداليات
| الميدالية | المسابقة                       |
| --------- | ------------------------------ |
| برونزية   | الألعاب الأولمبية الصيفية 1912 |

## روابط خارجية
- ألبرت كروشيل على موقع أرشيف الدراجات (الإنجليزية)
- ألبرت كروشيل على موقع إحصائيات الدراجات الإحترافية (الإنجليزية)
- ألبرت كروشيل على موقع أوليمبيديا (الإنجليزية)